# Lecane lauterborni
Lecane lauterborni is een raderdiertjessoort uit de familie Lecanidae. De wetenschappelijke naam van deze soort is voor het eerst geldig gepubliceerd in 1924 door Hauer.